# Воробьёв, Василий Петрович
Воробьёв Васи́лий Петро́вич (11 (23) марта 1887, Алдиарово, Цивильский уезд, Казанская губерния, Российская империя — 10 декабря 1954 года, Чебоксары, Чувашская АССР, РСФСР, СССР) — советский чувашский композитор, хоровой дирижёр, педагог, один из основоположников профессиональной музыкальной культуры Чувашии.
Отец композитора Г. В. Воробьёва.

## Биография
Родился 23 марта 1887 года в селе Алдиарово. Окончил учительскую школу в селе Шихазаны. До 1912 года работал в сельской школе, служил регентом церковного хора. В 1912 переезжает в Чебоксары, трудится учителем пения в школах, преподаёт в музыкальной школе, педтехникуме, музыкально-театральном техникуме, руководит самодеятельными творческими коллективами.
Организовал Чувашский народный хор Чебоксарской музыкальной школы, который в 1924 году объединили с хором композитора Ф. П. Павлова, сейчас это известный «Чувашский государственный академический ансамбль песни и танца». Среди учеников Василия Петровича много известных деятелей искусств Чувашии.
С октября 1940 г. — член Союза композиторов СССР.
1945—1948 гг. — председатель оргкомитета Союза композиторов Чувашской АССР.
1947—1948 гг. — директор Чебоксарского музыкального училища.
1948—1952 гг. — уполномоченный Музфонда СССР по Чувашской АССР.
Умер В. П. Воробьев 10 декабря 1954 г. в г. Чебоксары, похоронен на старом кладбище по ул. Богдана Хмельницкого.

## Творчество
Записал свыше 800 чувашских народных песен, на их основе создал хоры, песни, обработки (ок. 200), популярные в Чувашии: «Кай, кай Ивана» («Выйди, выйди за Ивана»), «Килмен те курман Шупашкарне» («Мы в Чебоксарах побывали»), «Вăрман урлă каçрăмăр», «Колхоз хирĕнче» и мн. др.
Прославился тем что собирал и обрабатывал старинные чувашские песни. Организовал чувашский хор и музыкальную школу.
В годы Великой Отечественной войны создал много патриотических песен, в том числе знаменитую «Белую голубку» на стихи И. Тукташа.
Лучшие произведения композитора вошли в фонд чувашской песенной классики.

## Награды, звания
- Почётная грамота Президиума Верховного Совета Чувашской АССР (1939)
- Заслуженный деятель искусств Чувашской АССР (1940)[3]
- Медаль «За доблестный труд в Великой Отечественной войне 1941—1945 гг.» (1946)
- Орден Трудового Красного 3намени (1950)[2]

## Память

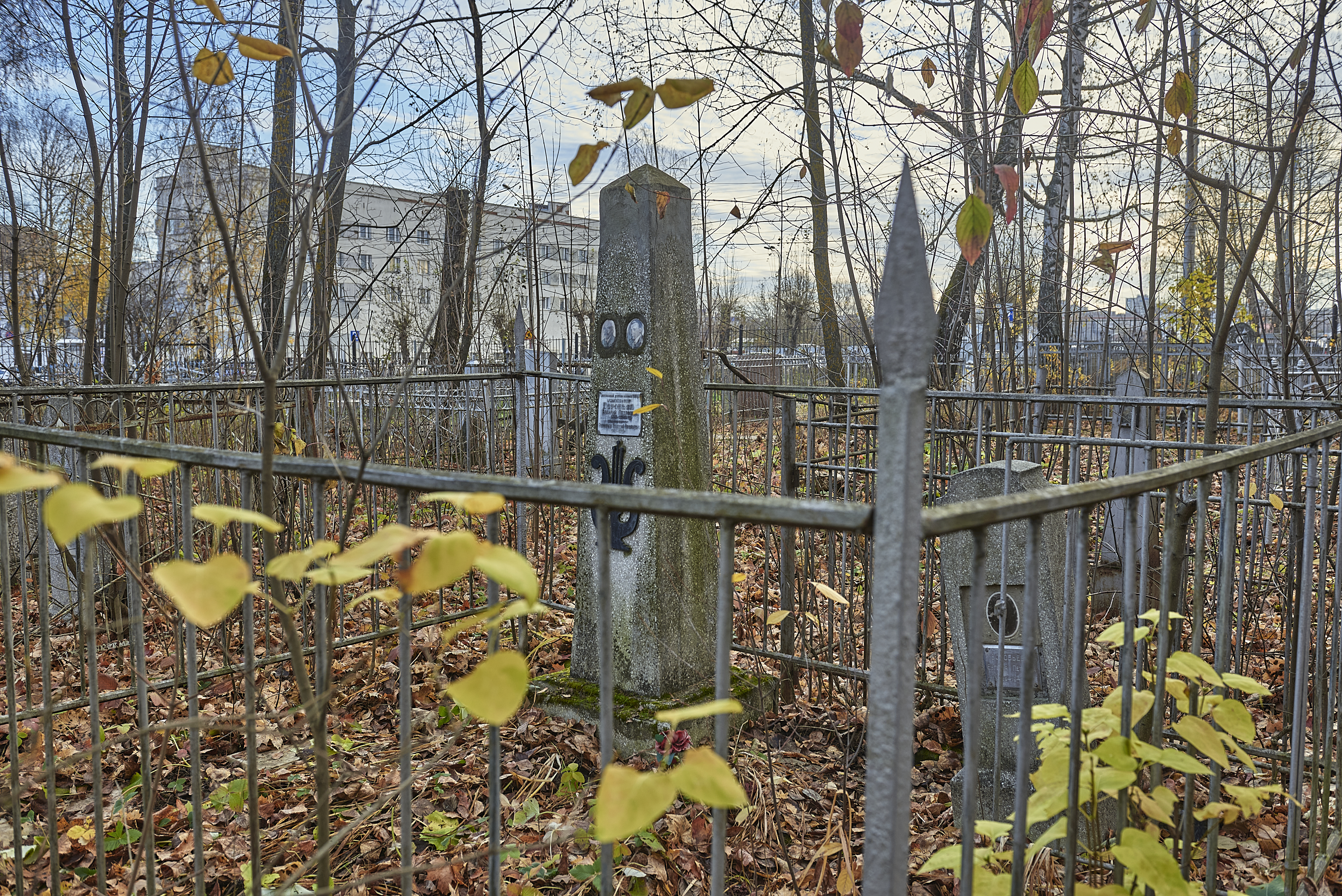
Могила

- Похоронен на кладбище № 1 города Чебоксары.[2].
- Улица Композиторов Воробьёвых, Чебоксары, Чувашия.